# Максимилиан фон Зайнсхайм
Максимилиан Франц де Паула Мария Марквард Филип фон Зайнсхайм (на немски: Maximilian Franz de Paula Maria Marquard Philipp Graf von Seinsheim; * 11 ноември 1681, Зюнхинг при Регенсбург; † 14 май 1737, Мюнхен) е граф на Зайнсхайм в Бавария, таен съветник на Курфюрство Бавария и президент на дворцовия таен съвет.

## Произход
Той е син на фрайхер Фердинанд Мария Франц фон Зайнсхайм (1651 – 1684) и съпругата му фрайин Катарина Маргарета Шенк фон Щауфенберг (1651 – 1701), сестра на Марквард Себастиан Шенк фон Щауфенберг (1644 – 1693), княжески епископ на Бамберг (1683 – 1693), дъщеря на Йохан Зигмунд Шенк фон Щауфенберг (1607 – 1679) и Маргарета Урсула Шенк фон Гайерн (* 1618).
Родът фон Зайнсхайм е странична линия на род Шварценберги. През 13 и 14 век фамилията се разделя на три клона. Младата или Зайнсхаймската линия е от първата половина привърженик на баварския двор. В Бавария Зайнсхаймерите са през 18 век един от седемте най-влиятелни родове на аристокрацията.
Фрайхерите, след това графовете фон Зайнсхайм резидират от 1573 до 1958 г. в дворец Зюнхинг. През 1758 г. синът му Йозеф Франц построява днешния воден дворец. Фамилията измира по мъжка линия през 1917 г. с граф Максимилиан Карл Флориан фон Зайнсхайм. През 1764 г. се построява „палата Зайнсхайм“ в Мюнхен в стила на късния рококо.

## Фамилия
Първи брак: на 9 февруари 1706 г. с графиня Анна Филипина фон Шьонборн (* 7 март 1685; † 14 септември 1721, Зюнхинг), дъщеря на държавния министър на Курфюрство Майнц граф Мелхиор Фридрих фон Шьонборн-Буххайм (1644 – 1717) и фрайин Мария Анна София фон Бойнебург (1652 – 1726). Съпругата му е сестра на Йохан Филип Франц фон Шьонборн, епископ на Вюрцбург (1673 – 1724), епископ на Вюрцбург, на Фридрих Карл фон Шьонборн (1674 – 1746), епископ на Бамберг и Вюрцбург, на кардинал Дамиан Хуго Филип фон Шьонборн (1676 – 1743), епископ на Шпайер и Констанц, и на Франц Георг фон Шьонборн (1682 – 1756), архиепископ на Трир. Те имат седем деца:
- Йозеф Макс Франц Игнац Мария фон Зайнсхайм (* 27 февруари 1707; † 11 януари 1787, Мюнхен), граф, женен I. на 24 юни 1739 г. за графиня Йохана Мария Констанция Фелицитас фон Хатцфелдт (* 13 декември 1716; † 31 март 1757), II. на 10 май 1758 г. за фрайн Йозефа Мария Анна фон Хоенек (* 10 май 1731; † 10 май 1800, Мюнхен)
- Адам Фридрих Август Антон Йозеф Мария фон Зайнсхайм (* 16 февруари 1708, Регенсбург/Зюнхинг; † 18 февруари 1779, Вюрцбург), княжески епископ на Вюрцбург (1755 – 1779) и на Бамберг (1757 – 1779)
- Филип Вилхелм Йозеф Мария фон Зайнсхайм (* 23 март 1709, Щраубинг; † 11 април 1709)
- Елеонора София Йозефа Конкордия Мария фон Зайнсхайм (* 18 февруари 1710, Регенсбург; † 27 март 1711)
- Мария Антония Шарлота Йозефа фон Зайнсхайм (* 18/28 юли 1711, Зюнхинг; † 16 март 1747), омъжена за граф Карл Антон Йозеф Йохан Дамиан фон Зикинген-Елчовитц (* 16 юли 1702; † 4 януари 1785, Шалоденбах)
- Филип Карл Вилхелм Михаел Георг Мария фон Зайнсхайм (* 13/14 юли 1713, Зюнхинг; † 3 ноември 1761)
- Дамиан фон Зайнсхайм (* 31 август 1714, Щраубинг; † 27 септември 1714)

Втори брак: на 1 юни 1723 г. с графиня Мария Йозефа Елизабет Еустахия фон Тюрхайм (* 20 септември 1691; † 12 февруари 1726/1762), дъщеря на граф Кристоф Вилхелм фон Тюрхайм (1661 – 1738) и Мария Франциска Михаела фон Куефщайн/Куфщайн (1699 – 1751). Те имат един син:
- Йохан Непомук Йозеф Кристиан Мария Карл Томас фон Зайнсхайм (* 28/29 декември 1723; † 23 март/април 1754, Мергентхайм)